# Pierwiosnek lepki
Pierwiosnek lepki, pierwiosnka lepka (Primula glutinosa Wulfen) – gatunek rośliny z rodziny pierwiosnkowatych (Primulaceae Vent.). Występuje naturalnie we wschodniej części Alp Centralnych. Jest rzadko spotykany.

## Morfologia
PokrójBylina dorastająca do 2–10 cm wysokości. Często rozrasta się na podłożu jak murawa.
LiścieWszystkie liście w dotyku bywają lepkie. Są podłużnego kształtu, zwężające się u nasady. Mają do 6 cm długości. Osadzone są na krótkim ogonku liściowym. Zebrane są w odziomkową rozetę. Brzegi liści są drobno ząbkowane, głównie przy wierzchołku.
KwiatyW czasie kwitnienia wyrasta głąbik o wysokości około 10 cm. Na jego szczycie rozwija się kilka kwiatów w gęsto zebrany kwiatostan w kształcie baldaszka. Pojedynczy kwiat ma średnicę 1–1,5 cm. Złożony jest z 5 zrośniętych u podstawy płatków. Płatki mają najczęściej lilioworóżową barwę. Mają sercowato wcięty kształt. W gardzieli korony kwiatu występuje ciemny pierścień.
Gatunki podobneRoślina jest podobna do pierwiosnka Hallera (Primula halleri), który również znajduje się pod ochroną. Odróżnia się wyższym głąbikiem, który osiąga wysokość do 25 cm. Liście od spodu bywają zabarwione na żółtawy kolor.

## Biologia i ekologia
Kwitnie od lipca do sierpnia. Występuje na piargach oraz luźnych murawach górskich. Preferuje wilgotne podłoże, ubogie w wapń. Występuje na wysokości od 1800 do 3000 m n.p.m.
Gatunek ten w krajach alpejskich znajduje się pod ochroną prawną. Ze względu na to, że pozostaje długo pod pokrywą śnieżną, znacznie później od innych pierwiosnek wypuszcza pędy, jak i również później kwitnie.